# Mike Candys
Mike Candys, właśc. Michael Kull (ur. 20 sierpnia 1971) – szwajcarski producent muzyczny i DJ.

## Życiorys
W 2008, stał się znany w Szwajcarii dzięki utworowi "La Serenissima". W 2009, Candys osiągnął sukces dzięki współpracy z Jackiem Holidayem w remiksie piosenki "Insomnia", brytyjskiej grupy muzycznej Faithless, który znalazł się w top 10 europejskich list przebojów. W 2011, ponownie zdobył top list przebojów dzięki "One Night in Ibiza", utwór zawiera w sobie elementy muzyczne lat 90. XX wieku (eurodance), występuje tu przemiennie dwóch artystów: wokalistka Evelyn Zangger i raper Patrick Miller. Piosenka jest odpowiedzią na "Welcome to St. Tropez" DJ-a Antoine'a i rapera Timati. W marcu 2012 Mike Candys wydał "2012 (If The World Would End)", który szybko znalazł się w top 10 hitów, w krajach niemieckojęzycznych. Dotychczas jest to singiel, który osiągnął największą popularność w karierze Mike'a Candysa. W październiku 2012 roku zajął 86. lokatę w plebiscycie DJ Mag Top 100 DJ's 2012.

## Dyskografia

### Albumy studyjne
- 2011: Smile

### Single
- 2011: "Together Again"
- 2011: "Insomnia" (gościnnie: Jack Holiday)
- 2011: "One Night in Ibiza" (gościnnie: Evelyn, Patrick Miller)
- 2011: "Around the World" (gościnnie: Evelyn, David Deen)
- 2012: "Children 2012" (gościnnie: Jack Holiday)
- 2012: "2012 (If the World Would End)" (gościnnie: Evelyn, Patrick Miller)
- 2012: "Sunshine (Fly So High)" (gościnnie: Sandra Wild)
- 2012: "The Riddle Anthem" (gościnnie: Jack Holiday)
- 2013: "Bring Back the Love" (gościnnie: Jenson Vaughan)
- 2013: "Oh, Oh"
- 2013: "Brand New Day" (gościnnie: Evelyn, Carlprit)
- 2013: "Everybody" (gościnnie: Evelyn, Tony T)
- 2013: "T-Rex"
- 2014: "Heaven & Hell" (gościnnie: Shaun Baker, Evelyn)
- 2014: "Carnaval"
- 2014: "Miracles" (gościnnie: Maury)
- 2014: "Anubis"
- 2014: "Delta"
- 2014: "Playadies"
- 2015: "Jupiter" (gościnnie: Jack Holiday)
- 2015: "Last Man on Earth" (gościnnie: Max'C)
- 2015: "Make It Home" (gościnnie: Clyde Taylor)
- 2015: "Paradise" (gościnnie: U-Jean)
- 2016: "All my tommorows" (gościnnie: Evelyn)
- 2016: "Summer Dream" (gościnnie: Evelyn)
- 2016: "Sirius"
- 2016: "Crackin"
- 2016: "Daylight"
- 2017: "Put them up" (gościnnie: Tenashar, Tony T)
- 2017: "L.A. Love"
- 2017: "Never Walk Alone" (gościnnie: Evelyn)
- 2018: "Instastory" (gościnnie: Dante Thomas)
- 2018: "Firefies" (gościnnie: Michel Troug)
- 2018: "The Riddle Anthem (Rework)" (gościnnoe: Jack Holiday)
- 2019: "Pump it up"
- 2019: "Like That"

### Remiksy
- 2009: Mike Candys – "La Disco Loca (Christopher S & Mike Candys Remix)"
- 2009: Mike Candys & Christopher S – "Starlight (Candys Deep Space Remix)"
- 2010: Jack Holiday – "Love For You (Mike Candys Remix)"
- 2010: Christopher S feat. Max Urban – "Star (Mike Candys Remix)"
- 2011: Kate Ryan – "Love Life (Mike Candys Remix)"
- 2011: DJ M.E.G. feat. Timati – "Party Animal (Mike Candys Remix) & (Mike Candys Vocal Remix)"
- 2011: Remady feat. Manu-L & MatiiiI – "The Way We Are (Mike Candys vs Klaas Booty Remix)"
- 2011: Lucenzo & Don Omar – "Danza Kuduro (Mike Candys Bootleg Remix)"
- 2011: Kwan Hendry feat. SoulCream – "Don't Give Up (Mike Candys & Kwan Hendry Club Mix)"
- 2012: Lil Jon feat. LMFAO – "Drink (Mike Candys Remix)"
- 2012: Flo Rida – "Whistle (Mike Candys Festival Bootleg Remix)"
- 2012: Example – "Changed The Way You Kiss Me (Mike Candys Remix)"
- 2012: Supermode – "Tell Me Why (Mike Candys 2012 Resurrection Bootleg Rework)"
- 2012: Christopher S feat. Jamayl Da Tyger – "Jump! (Mike Candys Remix)"
- 2013: Arash feat. Sean Paul – "She Makes Me Go (Mike Candys Remix)"
- 2013: Macklemore & Ryan Lewis feat. Wanz – "Thrift Shop (Mike Candys Bootleg Remix)"
- 2013: Tapo & Raya – "Quitate El Top (Mike Candys Remix)"
- 2013: Stromae – "Papaoutai (Mike Candys Bootleg Remix)"
- 2013: Manufactured Superstars feat. Danni Rouge - "Like Stattelites (Mike Candys Remix)"
- 2013: Nicky Romero vs Krewella - "Legacy (Mike Candys Remix)"
- 2014: Evelyn - "La vida loca (Mike Candys Remix)"
- 2014: David Guetta feat. Sam Martin - "Lovers On The Sun (Mike Candys Bootleg Remix)"
- 2015: Madcon feat. Ray Dalton - "Don't Worry (Mike Candys Bootleg Remix)"
- 2015: OT Genasis - "Coco" (Mike Candys Bootleg Remix)
- 2016: Margaret – "Cool Me Down" (Mike Candys Remix)
- 2016: Stereoact feat. Kerstin Ott - Die immer lacht (Mike Candys Remix)
- 2016: Stereoact feat. Chris Cronauer - Nummer Eins (Mike Candys Remix)
- 2017: DJs From Mars & Luca Testa - Stronger (Mike Candys Remix)
- 2018: DJ Snake - Taki Taki (Mike Candys Bootleg Remix)